# Thomasine Gyllembourg
Thomasine Christine Buntzen, gift Heiberg og friherreinde Gyllembourg-Ehrensvärd (4. november 1773 – 1. juli 1856) var en dansk forfatterinde. Hun er nært forbundet med to andre af tidens førende forfattere, da hun i nogle år (1790-1801) var gift med P.A. Heiberg og i dette ægteskab blev moder til Johan Ludvig Heiberg. Hun var en af sin tids førende danske romanforfattere. I andet ægteskab var hun gift med friherre Carl Frederik Gyllembourg-Ehrensvärd.

## Opvækst, forlovelse og giftermål
Thomasine Christine Buntzen voksede op i Nyhavn i København som ældste datter af stadsmægler og dispachør Johan Buntzen i hans andet ægteskab. Hun skulle have været en søn, som hed Thomas, deraf navnet. Hun kom fra en familie hvor det intime og nære familieforhold var det vigtigste. Hendes moder døde tidligt, og hun voksede op som sin fars yndlingsdatter, smuk og begavet. Allerede som 15-årig blev hun forlovet med den 30-årige Peter Andreas Heiberg, der var hendes og søsterens sproglærer. 7. maj 1790 blev de gift på skydebanen og indrettede deres første hjem i Østergade i København.

### Ægteskabet med den 15 år ældre P.A. Heiberg
Allerede i 1791 fødte Thomasine sønnen Johan Ludvig, men der var ingen fortrolighed mellem de to ægtefæller, ingen kærlighed, ingen romantik, og hvad der var værst for Thomasine var, at der ikke var nogen lidenskabelig erotik. 

Romantikken kom først ind i Thomasines liv i ægteskabets andet år i skikkelse af den 25-årige svenske baron Carl Frederik Gyllembourg.
I Peter Andreas og Thomasine Heibergs hjem var der altid åbent hus for frihedselskende mænd, der ligesom Peter Andreas hyldede den franske revolution. En af dem var den svenske baron Gyllembourg. Han havde alt det Thomasine savnede: han var kærlig og romantisk og lige så forelsket i hende som hun i ham. Karl Frederik Gyllembourg blev en god ven af P.A. Heiberg og kom i huset dagligt. Da Thomasine fortalte sin mand om sine følelser for K.F. Gyllembourg svarede Heiberg: ”Gør i den Henseende, som jeg ikke var til”.

### P.A. Heiberg landsforvises
P.A. Heiberg var en meget populær forfatter i Danmark og kritiserede den enevældige styreform. Han blev stadig mere bidsk i sine kommentarer og skuespil. På trods af styrets generelt liberale holdning til ytringsfriheden blev Heiberg trukket i retten. Hans fald var forårsaget af udenrigspolitik, af pres fra den russiske regering. Straffen faldt: han blev landsforvist. P.A. Heiberg måtte rømme landet juleaftensdag 1799. Først rejste han til Hamborg, dvs. lige syd for grænsen, mens Thomasine og deres søn Johan Ludvig flyttede ind hos Thomasines far, hvor Gyllembourg blev en daglig gæst.

### Skilsmissen
Venskabet imellem Thomasine og Gyllembourg blev til en romantisk, brændende kærlighed. Thomasine ønskede at blive gift med sin elskede hurtigst muligt. Hun skrev til sin mand og bad om skilsmisse. Da P.A. Heiberg fik brevet, brød han grædende sammen, hele hans verden faldt i grus. Svaret til Thomasine var nej, og han gav ordre til at deres søn blev fjernet fra Thomasine. En af datidens mest celebre skilsmissesager var i gang.
Heiberg bad kongen om benådning og tilladelse til at vende tilbage til Danmark for at tage sig af sin søn. Svaret var nej, netop pga. den iværksatte skilsmisse. Afslaget klippede forholdet over. Heiberg så aldrig Danmark igen. I december 1801 blev skilsmissen bevilget og Thomasine blev kort efter Thomasine Christine Gyllembourg. Heiberg opgav håbet om at vende tilbage og slog sig ned i Paris.

### Familien Gyllembourg
Heiberg var borte, og livet blev vanskeligt. Gyllembourgs havde ingen penge og flyttede tilbage til Thomasines far, der ignorerede svigersønnen, men forgudede barnebarnet. Mange venner var rystede over Thomasines krav om skilsmisse, som de fandt grusomt med tanke på Heibergs vilkår i eksil.
Thomasine og hendes nye mand forsøgte at leve på gården Ruhedal ved Gyrstinge på Sjælland. Hun forsøgte at blive en god bondekone, og han at dyrke jorden, selv om han var mere teoretiker end praktiker, mere agronom end bonde. Somrene var smukke, men vintrene ensomme og mørke. Thomasine forfaldt til depressioner og længtes ubeskriveligt efter sin søn.
Efter at Ruhedal brændte ned, vendte de tilbage til byen. Flyttede igen ind hos familien og forsøgte at finde en levevej.
Familien Gyllembourgs hjem blev hurtigt samlingssted for mange af datidens store mænd og svensk og dansk adel. I København vendte Johan Ludvig tilbage til sin mor, selv om Heiberg rasede i Frankrig. Det lykkedes ikke Gyllembourg at skaffe sig arbejde, som kunne hjælpe familien. Han døde i 1815, og Thomasine måtte nu leve som "enlig mor" og lærer for at overleve. En på mange måder hård tid, som har sat sig klare spor i hendes senere forfatterskab. Johan Ludvig blev student og begyndte sin forfattervirksomhed. Han besøgte sin far i Paris, hvor han fik et forlig i stand mellem sine forældre: de genoptog brevkorrespondancen, men genså aldrig mere hinanden.

## Fru Gyllembourgs litterære debut som 53-årig
I 1827 begyndte Johan Ludvig udgivelsen af det litterære blad Københavns flyvende Post. Da han en dag stod og manglede noget materiale til bladet, sagde Thomasine Gyllembourg: ”Gid jeg kunne hjælpe dig”. Svaret fra Ludvig kom straks: ”Det kunne du godt, hvis du ville.” Den aften skrev Thomasine ”Brev fra en Løjtnant til Redaktionen af den flyvende Post".
Thomasine Gyllembourg var 53 år, da hun begyndte sit forfatterskab. Hun skrev i 20 år og fik udgivet 24 fortællinger på i alt ca. 3000 sider. I modsætning til tidens andre forfattere skrev hun om emner fra samfundets dagligliv.
Thomasine Gyllembourg holdt strengt på sin anonymitet, selv om det hurtigt blev kendt, hvem der havde skrevet disse romaner,
som hun kaldte ”Hverdags-historier.” Thomasine Gyllembourgs fortællinger giver et billede af livet i 1800-tallet. Trods sin beskedenhed var hun stadig en oprørsk kvinde – og blev en af Danmarks første kvindelige forfattere. Den første kommercielle succes. Den første danske bestseller-forfatter. Madame de Staël havde med sine romaner skabt begrebet bestseller, og Thomasine Gyllembourg fulgte godt med.
Søren Kierkegaard var begejstret for hendes prosa. Den adskilte sig klart fra Knud Lyne Rahbeks, ved sin evne for at skildre hvad som helst og hvem som helst med indfølelse. Hvor Rahbek ikke kunne få sine personer ædle nok, var hun fascineret af individernes særheder. Hun minder i det om Jane Austen. Forskellen mellem den gang og nu er et gennemgående tema. I modsætning til Jane Austen har Gyllembourg svært ved at skildre mænd "indefra", de er ofte stive og sære. Kvinderne er meget mere vellykkede.
Til Gyllembourgs prosa regnes de breve, hun skrev til P. A. Heiberg efter separationen og hans forvisning. Hun diskuterer ægteskab, kærlighed, skilsmisse og moderskab – og giver læseren et sjældent indblik i, hvad der foregik i tidens saloner. Brevene er modne og moderne. Vi kan takke hendes svigerdatter Johanne Luise Heiberg for, at de overhovedet kendes i dag. Fru Heiberg udgav samlingen i 1880erne.